# 1925 au Maroc
Chronologie du Maroc
- 1921
- 1922
- 1923
- 1924
- 1925
- 1926
- 1927
- 1928
- 1929

Cet article présente les faits marquants de l'année 1925 au Maroc ou relatifs au Maroc.

## Événements
- Siège de Cudia Tahar : tentative marocaine avortée de s'emparer de la position stratégique de Cudia Tahar, un maillon essentiel de la ligne Estella, chargée de protéger Tétouan et ses communications avec Larache, Tanger et Ceuta.
- Bataille de l'Ouergha : affrontement armé qui a lieu entre le 13 avril et 20 juillet 1925 entre la République confédérée des tribus du Rif et le Protectorat français au Maroc. Les troupes rifaines sont dirigées par Abd el-Krim, tandis que les troupes coloniales françaises sont commandées par le maréchal Hubert Lyautey. Abd el-Krim commence par rallier les tribus loyales au sultan puis attaque les postes isolés français. Malgré ses moyens, notamment aériens, l'armée française ne parvient pas à stopper les attaques et abandonne la région. Contrairement aux troupes espagnoles lors de la bataille d'Anoual, la retraite se fait en bonne ordre.
- Débarquement d'Al Hoceïma : débarquement militaire effectué le 8 septembre 1925 pendant la guerre du Rif par l'armée espagnole avec l'aide de la flotte et l'aviation française dans la baie d'Al Hoceïma, dans le nord-est du Maroc. Il est considéré comme le premier débarquement aéronaval de l'histoire[1],[2],[3],[4].
- Le Sporting Club de Mazagan (en arabe : نادي سبورتينغ مازاگان), plus couramment abrégé en SC Mazagan, est un ancien club marocain de football, fondé en 1925 à Mazagan en Empire chérifien et disparu en 1956 après la fusion avec les autres club de la ville pour former le nouveau club Difaâ Hassani d'El Jadida, il a été basé dans la ville d'El Jadida.